# 德之島機場
德之島機場（日语：／ Tokunoshima kūkō */?）是位於鹿兒島縣大島郡天城町（德之島）。根據日本空港整備法被分成第三種機場。

## 歷史
- 1962年2月23日：作為東亞航空場外起飛和降落場的跑道1,080公尺開始提供使用。
- 1970年10月24日：由東亞航空管理變更到鹿兒島縣。
- 1973年2月27日：被日本空港整備法分成第三種機場。
- 1973年6月1日：延長機場跑道到1,200公尺。
- 1980年6月1日：延長機場跑道到2,000公尺。

## 航空公司與航點
| 航空公司           | 目的地       |
| ------------------ | ------------ |
| 日本空中通勤（JC） | 奄美、鹿兒島 |

## 相關戲劇影視
- 2012年富士電視台播出日本電視劇《TOKUNOSHIMA機場》。

## 外部連結
- 德之島機場介紹 （页面存档备份，存于）（日語）
- JAL機場訊息-德之島機場 （页面存档备份，存于）（日語）